# 拉格蘭奇鎮區 (伊利諾伊州邦德縣)
拉格兰奇鎮區（英語：Lagrange Township）是位於美國伊利諾伊州邦德縣的一個行政鎮區。

## 地方資料
根據2010年美國人口普查的數據，拉格兰奇鎮區的面積為120.40平方千米，當中陸地面積為118.10平方千米，而水域面積為2.30平方千米。當地共有人口1107人，而人口密度為每平方千米9.19人。